# Második Kraft-kormány
A második Kraft-kormány Észak-Rajna-Vesztfália tartományi kormánya volt 2012. június 20. és 2017. június 27. között. A miniszterelnök Hannelore Kraft volt. A vörös-zöld kormánykoalíciót alkotó SPD és Zöldek a 2012-es előrehozott választást megelőzően kisebbségi kormányt alkottak (első Kraft-kormány), a választást követően viszont saját többséggel rendelkeztek a tartományi parlamentben.
A koalíciós szerződést 2012. június 12-én mutatták be. Június 15-én mindkét párt kongresszusa jóváhagyta a szerződést. 
Június 20-án Kraftot a 237 képviselőből álló tartományi parlamentben 137 szavazattal miniszterelnökké választották: kilenccel több szavazatot kapott, mint ahánnyal a kormánykoalíció bírt. Korábban a Kalózpárt több képviselője is jelezte, hogy Kraft megválasztása mellett tervez szavazni.
A kabinet 2012. június 21-én állt össze. Az első Kraft-kormány összetételéhez képest kevés változás történt. A korábbi Gazdasági, Energia-, Építés-, Lakhatásügyi és Közlekedési Minisztériumot két minisztériummá bontották szét: a két így létrejövő minisztérium vezetői, Garrelt Duin és Michael Groschek voltak a kabinet egyedüli új tagjai; a minisztériumot korábban vezető Harry Voigtsberger június 19-én bejelentette, hogy nem tervez az új kormány része lenni.
A belügyi illetve az integrációs államtitkári posztok néhány hónapig betöltetlen maradtak, amit többek között Lutz Lienenkämper CDU-s képviselő is bírált. A Kancellária tájékoztatása szerint nem akarták elsietni az új államtitkárok kinevezését. 2012. december 17-én három új államtitkárt neveztek ki: a két említett betöltetlen pozíció mellett az Egészségügyi Minisztérium is új államtitkárt kapott.
2014. június 1-jén Michael von der Mühlen lett az Építés-, Lakhatásügyi, Városfejlesztési és Közlekedési Minisztérium új államtitkára. Gunther Adlert váltotta a poszton, aki a Környezet-, Természetvédelmi, Építési és Reaktorbiztonsági Szövetségi Minisztériumban lett államtitkár.

## Összetétel
| Hivatal                                                                         | Kép                                                                 | Személy                                                                        | Párt | Párt                                                                       | Államtitkár | Párt | Párt   |
| ------------------------------------------------------------------------------- | ------------------------------------------------------------------- | ------------------------------------------------------------------------------ | ---- | -------------------------------------------------------------------------- | --- | ---- | ------ |
| Miniszterelnök                                                                  |                                                                     | Hannelore Kraft                                                                |      | SPD                                                                        | Franz-Josef Lersch-Mense (a kancellária vezetője) (2015. október 1-ig)                                         |      | SPD    |
| Miniszterelnök                                                                  | Thomas Breustedt (kormányszóvivő)                                   | Hannelore Kraft                                                                |      | SPD                                                                        | |      | SPD    |
| Miniszterelnök-helyettes                                                        |                                                                     | Sylvia Löhrmann                                                                |      | Zöldek                                                                     | |      |        |
| Oktatásügy                                                                      | Ludwig Hecke                                                        | Sylvia Löhrmann                                                                |      | Zöldek                                                                     | Zöldek |      |        |
| Pénzügy                                                                         |                                                                     | Norbert Walter-Borjans                                                         |      | SPD                                                                        | Rüdiger Messal                                                                                                 |      | SPD    |
| Gazdaság, energia, ipar, kis- és középvállalkozások                             |                                                                     | Garrelt Duin                                                                   | SPD  | Günther Horzetzky                                                          | SPD |      |        |
| Belügy és önkormányzatiság                                                      |                                                                     | Ralf Jäger                                                                     | SPD  | Hans-Ulrich Krüger (2013 októberéig) Bernhard Nebe (2013. december 17-től) | SPD |      |        |
| Munka, integráció és szociális ügyek                                            |                                                                     | Guntram Schneider (2015. október 1-ig) Rainer Schmeltzer (2015. október 1-től) | SPD  | Wilhelm Schäffer                                                           | |      |        |
| Munka, integráció és szociális ügyek                                            | Zülfiye Kaykin (integrációügyi államtitkár; 2013. szeptember 11-ig) | Guntram Schneider (2015. október 1-ig) Rainer Schmeltzer (2015. október 1-től) | SPD  |                                                                            | SPD |      |        |
| Munka, integráció és szociális ügyek                                            | Thorsten Klute (2013. december 17-ig)                               | Guntram Schneider (2015. október 1-ig) Rainer Schmeltzer (2015. október 1-től) | SPD  | SPD                                                                        | |      |        |
| Igazságügy                                                                      |                                                                     | Thomas Kutschaty                                                               | SPD  | Karl-Heinz Krems                                                           | SPD |      |        |
| Klímavédelem, környezet, agrár, természet- és fogyasztóvédelem                  |                                                                     | Johannes Remmel                                                                |      | Zöldek                                                                     | Udo Paschedag (2013. február 19-ig) Peter Knitsch (2013. február 19-től) Horst Becker (parlamenti államtitkár) |      | Zöldek |
| Építés, lakhatás, városfejlesztés és közlekedés                                 |                                                                     | Michael Groschek                                                               |      | SPD                                                                        | Gunther Adler (2014. március 31-ig)                                                                            |      | SPD    |
| Építés, lakhatás, városfejlesztés és közlekedés                                 | Michael von der Mühlen (2014. június 1-től)                         | Michael Groschek                                                               | SPD  | SPD                                                                        | |      |        |
| Innováció, tudomány és kutatás                                                  |                                                                     | Svenja Schulze                                                                 | SPD  | Helmut Dockter (2014. szeptember 30-ig)                                    | SPD |      |        |
| Innováció, tudomány és kutatás                                                  | Thomas Grünewald (2014. október 1-től)                              | Svenja Schulze                                                                 | SPD  | SPD                                                                        | |      |        |
| Család, gyerekek, fiatalok, kultúra és sport                                    |                                                                     | Ute Schäfer (2015. október 1-ig) Christina Kampmann (2015. október 1-től)      | SPD  | Klaus Schäfer (2012. október 1-ig)                                         | SPD |      |        |
| Család, gyerekek, fiatalok, kultúra és sport                                    | Bernd Neuendorf (2012. október 1-től)                               | Ute Schäfer (2015. október 1-ig) Christina Kampmann (2015. október 1-től)      | SPD  | SPD                                                                        | |      |        |
| Egészségügy, emancipáció, gondozás és idősügy                                   |                                                                     | Barbara Steffens                                                               |      | Zöldek                                                                     | Marlis Bredehorst (2013. december 17-ig)                                                                       |      | Zöldek |
| Egészségügy, emancipáció, gondozás és idősügy                                   | Martina Hoffmann-Badache (2013. december 17-től)                    | Barbara Steffens                                                               |      | Zöldek                                                                     | |      | Zöldek |
| Szövetségi és Európa-ügyek, média 2015. október 1-től a kancellária vezetője is |                                                                     | Angelica Schwall-Düren (2015. október 1-ig)                                    |      | SPD                                                                        | Marc Jan Eumann                                                                                                |      | SPD    |
| Szövetségi és Európa-ügyek, média 2015. október 1-től a kancellária vezetője is | Franz-Josef Lersch-Mense (2015. október 1-től)                      |                                                                                |      | SPD                                                                        | Marc Jan Eumann                                                                                                |      | SPD    |